# Benny Green
Pour les articles homonymes, voir Green.
Benny Green est un pianiste américain né à New York le 4 avril 1963 et a grandi à Berkeley en Californie.

## Biographie
Il commence ses études de piano classique à l'âge de sept ans. Sous l’influence de son père  saxophoniste ténor, son attention se tourne  vers le jazz.

## Discographie
Kaleidoscope (1997 - Blue Note)
1. Kaleidoscope        (8:45)
2. Thursday's Lullaby  (6:56)
3. The Sexy Mexy       (5:30)
4. Patience            (5:43)
5. Central Park South  (5:15)
6. My Girl Bill        (6:09)
7. Apricot             (6:45)
8. You're My Melody    (4:18)
9. Kaleidoscope        (7:50)

Greens (1991 - Blue Note)

Avec : Benny Green (piano), Christian McBride (basse), Carl Allen (batterie)
« Naturally » (2000 - Telarc)
Avec : Russel Malone (Guitar), Christian McBride (Bass), Benny Green (piano)